# ۵۸۵ (پیش از میلاد)
۵۸۵ (پیش از میلاد) ۵۸۵مین سال قبل از تقویم میلادی است.

## رویدادها
در ۵۸۵ پیش از میلاد، پادشاهی ماد و لیدی با هم جنگیدند.خورشید گرفتگی باعث وقفه در جنگ و عقد قرارداد صلح شد  ،سپاهیان دو طرف این را نشانه خشم خدایان دانستند و سلاح هایشان را به زمین انداختند و فرار کردند! همچنین « بُختنصر » شاه بابل وساطت کرد که این جنگ به پایان برسد ، این پیمان با ازدواج ایختوویگو ( آژی دهاک)  پسر هووخشتره و اریانیا دختر آلیات مستحکم‌تر شد!